# آدم فروش (فیلم)
آدم فروش با نام قبلی تابستان همان سال فیلم ایرانی به کارگردانی محمود کلاری محصول سال ۱۴۰۲ است. این فیلم در بخش سودای سیمرغ چهل و دومین دوره جشنواره فجر حضور داشت. این اثر سومین ساخته کلاری در مقام کارگردانی است.

به گفته محمود کلاری این فیلم بر اساس تجربه فردی ۴۰ ساله‌اش نوشته شده است.

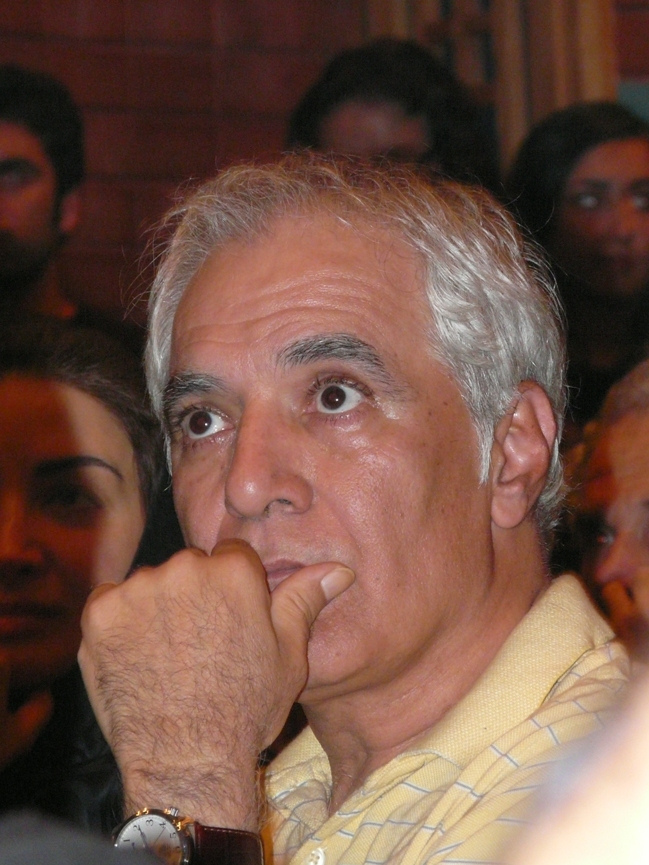
محمود کلاری، کارگردان فیلم

## داستان فیلم
عطای ۷ ساله را پیش یک رمال آینه‌بین می‌برند تا طی مراسمی دزد طلاهای عمه‌اش را در آینه شناسایی کند، عطا که هیچ تصوری از سرانجام آنچه در آن شرایط بر زبان می‌آورد ندارد، برای رهایی از آن وضعیت، هر آنچه از تعاریف عمه‌اش دربارهٔ شک و تردید او نسبت به دزدی داوود پسر عمه دیگرش شنیده را بازگو می‌کند، غافل از آنکه این دروغ موجب عقوبتی دور از انتظار برای کل خانواده می‌شود.

## بازیگران
- مهران مدیری
- فریبا نادری
- سمیرا حسن‌پور
- رویا جاویدنیا
- مهرو نونهالی
- علی شادمان
- صابر ابر
- نسیم ادبی
- آرمان مرادی
- رایان سرلک
- رونیکا بهرام‌زاده
- و پژمان بازغی

## جوایز و افتخارات

### جشنواره فیلم فجر
| مراسم                        | تاریخ برگزاری | رده                                       | نامزد                      | نتیجه    | منبع  |
| ---------------------------- | ------------- | ----------------------------------------- | -------------------------- | -------- | ----- |
| چهل و دومین جشنواره فیلم فجر | ۲۲ بهمن ۱۴۰۲  | بهترین چهره پردازی                        | مهرداد میرکیانی            | نامزدشده | [ ۲ ] |
| چهل و دومین جشنواره فیلم فجر | ۲۲ بهمن ۱۴۰۲  | بهترین طراحی صحنه                         | کامیاب امین عشایری         | برنده    | [ ۲ ] |
| چهل و دومین جشنواره فیلم فجر | ۲۲ بهمن ۱۴۰۲  | بهترین طراحی لباس                         | مهرنوش بیانی               | برنده    | [ ۲ ] |
| چهل و دومین جشنواره فیلم فجر | ۲۲ بهمن ۱۴۰۲  | بهترین صداگذاری                           | علیرضا علویان              | نامزدشده | [ ۲ ] |
| چهل و دومین جشنواره فیلم فجر | ۲۲ بهمن ۱۴۰۲  | بهترین فیلمبرداری                         | کوهیار کلاری               | برنده    | [ ۲ ] |
| چهل و دومین جشنواره فیلم فجر | ۲۲ بهمن ۱۴۰۲  | بهترین بازیگر مکمل زن                     | مهرو نونهالی رویا جاویدنیا | نامزدشده | [ ۲ ] |
| چهل و دومین جشنواره فیلم فجر | ۲۲ بهمن ۱۴۰۲  | بهترین بازیگر اول مرد                     | علی شادمان                 | نامزدشده | [ ۲ ] |
| چهل و دومین جشنواره فیلم فجر | ۲۲ بهمن ۱۴۰۲  | بهترین فیلمنامه                           | محمود کلاری                | نامزدشده | [ ۲ ] |
| چهل و دومین جشنواره فیلم فجر | ۲۲ بهمن ۱۴۰۲  | بهترین کارگردانی                          | محمود کلاری                | نامزدشده | [ ۲ ] |
| چهل و دومین جشنواره فیلم فجر | ۲۲ بهمن ۱۴۰۲  | بهترین فیلم                               | علی اوجی                   | نامزدشده | [ ۲ ] |
| چهل و دومین جشنواره فیلم فجر | ۲۲ بهمن ۱۴۰۲  | دیپلم افتخار بهترین فیلم بخش بین الادیان  | محمود کلاری                | برنده    | [ ۲ ] |
| چهل و دومین جشنواره فیلم فجر | ۲۲ بهمن ۱۴۰۲  | جایزه ویژه هیات داوران در بخش جلوه‌گاه شرق | محمود کلاری                | برنده    | [ ۲ ] |

- برنده جایزه ویژه هیئت داوران از سی و ششمین جشنواره بین‌المللی فیلم‌های کودکان و نوجوانان[۳]